# 읍성
읍성(邑城) 또는 성곽도시(walled town)는 마을이나 도시 같은 중대규모 거주지를 치안, 행정, 방위의 목적으로 방벽으로 둘러친 성곽형 방어시설이다. 이렇게 거주지를 읍성으로 보호하는 양태는 한국이나 중국을 비롯한 동양에서부터 서쪽으로 중동, 유럽에 이르기까지 세계 전체적으로 발견된다.
읍성에는 출입구인 성문이 있으며, 추가적인 방호력을 제공하기 위한 곡장이나 치성, 장대, 돈대, 아성 등의 지휘시설 또는 대피시설 겸 방어탑도 있을 수 있다.
읍성은 조선시대에 지방별로 행정의 중심지가 되었던 성을 의미한다. 당연히 해당 지역에서 사람이 많이 사는 중심지 일대에 건설이 되었다. 시대별로 읍성의 수는 다소 변동이 있는데 세종실록 지리지에서는 당시 335개의 행정구역이 있으며 이 중 읍성이 기록된 곳은 96개소 정도였으나 《신증동국여지승람》의 기록에는 당시 330개의 행정구역 중 160개소의 읍성이 있었던 것으로 기록되어 있으며 이외에 2~3개소의 성곽이 있는 곳도 있어 실제 성곽으로의 기능을 발휘하고 있는 곳이 190여개소로 나타난다. 한편 임진왜란 이후 간행된 여지도서에서는 334개의 고을 중 읍성이 있는 고을은 107개로 나타나면서 신증동국여지승람의 기록에 비해 대폭 감소하는데 이는 임진왜란 등의 전란을 겪으면서 상당수 읍성이 파괴되었으나 후대에 수리를 하지 않으면서 상당수가 퇴락한 것을 반영한다.

## 특성
한국의 읍성은 지방 행정부가 있는 고을에 축성되며, 성 내에는 관아가 있어서 행정과 군사적인 기능을 겸하고 있었다. 주로 서남해안 지역과 북부지방에 집중되어 있는데 평지에만 성을 쌓는 경우는 거의 없고 인근의 야산을 끼고 함께 성을 쌓는 평산성의 형태를 가지는 것이 일반적인 형태이다. 다만 고려시기 건축되어 조선시대까지 운용된 경주읍성과 같은 예외도 존재한다. 또한 군사 중심지였다고는 하지만 실질적인 방어력은 거의 없고 관의 통치 중심지라는 의미를 나타내기 위해 형식상의 성을 쌓은 것이 대다수여서 전란이 발생할 때 실질적인 방어는 인근의 산성으로 피난을 하여서 농성을 하는 방식으로 대응하였다.
이러한 읍성의 특성은 민과 관이 함께 거주하면서 생활하는 의미를 가지는 것으로 읍성 내외의 거주민은 일종의 운명공동체라 할 수 있는 것이었다. 이는 영주나 귀족과 같은 지배층만 지키는 역할을 한 서양이나 일본의 성(Castle, Citadel)과는 다른 성격의 방어시설이라 할 수 있다. 이것은 한반도를 포함한 전세계의 전란을 살펴보면 그 이유를 알 수 있는데, 전투가 발생하였을 경우 방어시설이 없는 민간 거주지는 말그대로 초토화되며 주민들은 아무런 저항도 못하고 일방적으로 학살당하곤 하였다. 그런 경험을 여러 시대에 걸쳐 여러 차례씩 겪다 보니, 그런 전란이 벌어지는 와중에 생존하여 마을에 남은 주민들 중 강한 저항의지를 가진 이가 선두에 나서 사람들을 모으는 행동을 하기 시작했고, 여기에 침략군들의 횡포에 치를 떨던 주민들이 응하여 모여들고, 거기에 둔전, 부병 및 징병제도 등으로 인해 무기류를 다뤄본적 있는 이들이 적지 않던 한반도 남성들이나 패잔병 등등이 여기에 가세하여 의병의 주력 병력으로 활동하고, 여성 및 어린이, 그리고 무기 및 방어구 제조 장인 등 병력으로 활용되지 않는 인원들은 식량의 보급이나 무기및 방어구등의 제조와 보급을 실시하였으며 때론 여성들도 의병 주력 병력이나 농성중인 관군에 합세해 돌이나 단도류 따위로 적에게 응전하며 자기 몸을 지키다 전사하기도 하였다. 이런 삶을 살다보니, 전략적 중요도가 있는 거주지엔 그 규모에 상관 없이 읍성이 건설되었던 것이다.
읍성의 축조는 기본적으로 토축과 석축을 병행하여 이루어졌으며 체성은 도성 축조기법에 따라 내탁부가 토사로 경사면을 이루도록 축조하였으나 세종 20년에 성벽을 모두 석재로 쌓도록 하고 토사로 이루어진 내탁부도 석재로 계단을 이루도록 하면서 읍성의 석축화가 진행되었다. 그러나 석축화 이후 오히려 성이 단기간에 붕괴하는 현상이 발생하면서 5년만에 내탁부를 토사로 경사면을 축조하도록 양식이 다시 롤백되었다. 이러한 양식은 조선시대 건설된 읍성 및 다른 대다수 성곽 구조물에도 동일하게 나타나는 양식이다. 이는 방어자 입장에서는 매우 좋은 장점을 부여하는 것으로, 후면에 경사가 없는 석축성벽은 성벽 위의 병력 초기 배치나(성 밖 군영에 주둔 중이던 병사들이 적 출현 소식을 듣자마자 달려와 문 안으로 들어오자 마자 자기 배치 위치로 거의 일직선으로 뛰어갈 수 있다. 내부 거주지로 그렇지 못한 이들도 일단 문앞에서 돌았을 때 정면에 보이는 성벽으로 뛰어올라간 뒤 다시 꺾어서 가면 되므로 경로가 아주 단순해진다. 반대편 성벽은 아예 반대편 성문으로 난 큰길 하나만 타고 가면 끝이다. 이는 계단을 타고 오를 때보다 전투배치에 있어서 시간적 여유를 크게 제공하는 장점이다) 손실 대처를 위한 병력 교체를 실시하거나 궁병에게 화살을, 대포에 포환과 장약을 보급하려면 비좁고 오래되면 무너질수밖엔 없는 계단을 타고 올라야 하지만, 경사를 가진 토사를 쌓아 놓으면 그 경사만 타고 올라가면 되므로 병력의 배치와 화살및 탄약 보급이 매우 쉬워진다. 또한 파손된 화포를 통째로 교체하는 것도 가능해지며 전사상자를 후방으로 운반해 응급처치 하는데에도 유리하다.

### 행정시설
- 객사
- 아사
- 향청

읍성 내부에 있는 이 세 시설은 각각 중앙정부의 왕, 고을의 수령, 고을의 향민을 상징하는 건물로 읍성 내 핵심 시설이라고 할 수 있다. 통상 객사와 아사가 읍성 중앙부에 위치하였으며 이들 건물은 단일 건물로 따로따로 있는 것이 아니라 고을 수령의 집무실이라 할 수 있는 동헌과 내아 등에 함께 모여있는 방식으로 구성되었다. 이외에 읍성의 성격에 따라 읍창, 군기고, 화약고, 환창 등의 창고시설과 향교와 함께 제사를 위한 시설로 문묘와 사직단을 두었다. 이외에 읍성의 규모에 따라 읍성 내에 읍시(시장)를 개설한 읍성도 있었다.

### 방어시설
- 성문 : 역할에 딸 정문, 간문, 암문, 수문으로 구분하며 성곽의 규모나 목적, 지형 등에 따라 그 수가 결정된다. 문의 형식은 홍예식, 평거식, 개거식이 있으며 홍예식 성문이 가장 높은 등급의 문에 해당한다.
- 치성 : 성 밑으로 접근하는 적을 방어하기 위한 시설로 제도상 전면 15척 좌우 각 20척을 돌출시키는 규모로 규정되어 있으며 설치시 간격은 150척마다 1개소를 두도록 하고 있다. 이를 현대 단위로 환산하면 전면부 7m, 돌출 길이 9.4m이며 70m를 기본간격으로 한다. 물론 실제 상황에 따라 치의 숫자와 간격이 조정된 경우는 많다.
- 옹성 : 공성전에서 가장 공격이 집중되고 취약한 부분인 성문을 보강하기 위한 시설로 개구부는 중앙 또는 좌, 우 한쪽으로 결정된다. 보통 50~60척 정도의 길이로 현대 기준으로는 23.4~28m가량 되는 규모가 일반적이다. 반월형의 형상과 ㄷ자 모양으로 꺾어들어져오는 형상 두 가지를 사용한 것이 일반적이다.
- 해자 : 성벽 주변에 땅을 파서 고랑을 내거나 자연 하천을 이용하여 장애물을 설치, 성벽의 방어물을 증진시키는 시설이다. 만일 성문 정면부에 해자가 있을 경우 별도의 교량시설을 두도록 하고 있다.

## 읍성의 철거
한반도에 있는 읍성은 대구읍성이 1906년 경상도 관찰사 서리 겸 대구군수였던 친일파 박중양이 일본인들의 주장을 등에 업고 대한제국 정부에서는 정부의 승인도 받지 않고 읍성을 철거한 그를 징계하려고 하였으나 이토 히로부미가 그를 비호하여 징계안을 철회하게 했다.}} 철거한 것을 시작으로 하여 이후 1910년 경술국치 이후 일본의 읍성철거령에 의하여 전국의 거의 모든 읍성이 헐려버리고 말았다. 이는 표면적으로는 한국의 도시들을 발전시키고 새로운 도로를 건설한다는 명목이었으나 실제로는 한국을 식민지화하는 데 있어서 한국의 방어거점을 무력화시키려는 의도와 각 지역의 중심지 역할을 했던 읍성을 없애버리면서 정신적으로 한국인들이 모일만한 구심점을 제거하여 식민통치를 수월하게 하려는데 그 의도가 있었다. 결국 이 틈바구니에서 온전히 살아남은 읍성은 얼마 되지 않고 나머지 읍성들은 아예 흔적조차 찾을 수 없게 되거나 일부분만 남아서 현재에 이르고 있다.
그나마 원형을 거의 그대로 보존한 채 남아있는 읍성은  고창읍성, 낙안읍성, 해미읍성 정도가 있다. 고창읍성은 입구만 평지이고 사실상 산성이라 도시를 만든다는 명분이 서지 않았고, 낙안읍성은 성 뒤편이 죄다 산이라서 새로 길을 내기 위해 성을 허문다는 명분이 전혀 서지 않아서 살아남았으며, 해미읍성의 경우는 내부를 텅 비워버리고 성의 가장 높은 곳에 신사를 세우게 되면서 살아남게 된 것이다.
이런 이유로 현존 읍성들의 경우 원형을 보존한 경우는 거의 없으며 생활 중심지에 자리한 이유로 도시 개발에 따라 그 성곽 전체가 흔적도 없이 사라져 버린 경우가 부지기수이다. 그나마 남아있는 경우도 성문이나 성벽 일부 구간 정도만 남아있는 경우가 대다수이다. 다만 읍성 내부의 마을은 지명에 그대로 잔존한 경우가 많으며 현재 지적도상에서 성내리, 성내동과 같은 지명으로 해당 동리의 경계와 도로 가로망으로 당시 읍성이 있었던 위치를 추정하는 것이 어느 정도 가능하다. 지방자치제도 시행 이후 읍성이 일종의 관광자원에 해당한다는 점에 착안하여 일부 구간이라도 복원을 하거나 남아있는 성벽을 활용하여 공원으로 꾸민 경우도 있다.

## 현존하는 읍성

### 명칭은 읍성이 아니지만 읍성의 기능을 수행한 성
- 서울 한양도성 : 엄밀히 말하면 왕성으로 읍성의 등급은 아니다.
- 수원 화성 : 본래 수원읍성은 다른 곳(현 경기도 화성시 안녕동)에 있었으나 화성 건설로 읍치가 이쪽으로 옮겨졌다. 이쪽은 왕이 오갈 수 있는 행궁이 있어서 일반적인 읍성이 아닌 행재성이라는 별도의 등급으로 구분하기도 한다.
- 진주성 : 읍성의 명칭은 붙어있지 않지만 읍성의 기능을 수행하였다. 형태상으로는 산성에 더 가까우며 군사적 목적으로도 함께 사용된 병영성에 해당한다.
- 공주 공산성 : 이름부터 대놓고 산성이지만 당시 공주 일대의 행정, 군사 두 가지 역할을 모두 수행하였다.
- 남한산성 : 숙종 이후 광주부를 광주유수부로 승격하고 유수부 관아를 아예 산성 안으로 옮겨버렸다. 남한산성 행궁에 있는 집무실이 바로 그것.

### 원형을 완전히 보존한 읍성
- 고창읍성
- 순천 낙안읍성
- 서산 해미읍성

## 일부라도 남아있거나 후대에 복원한 읍성 또는 거주지

### 아시아
대한민국

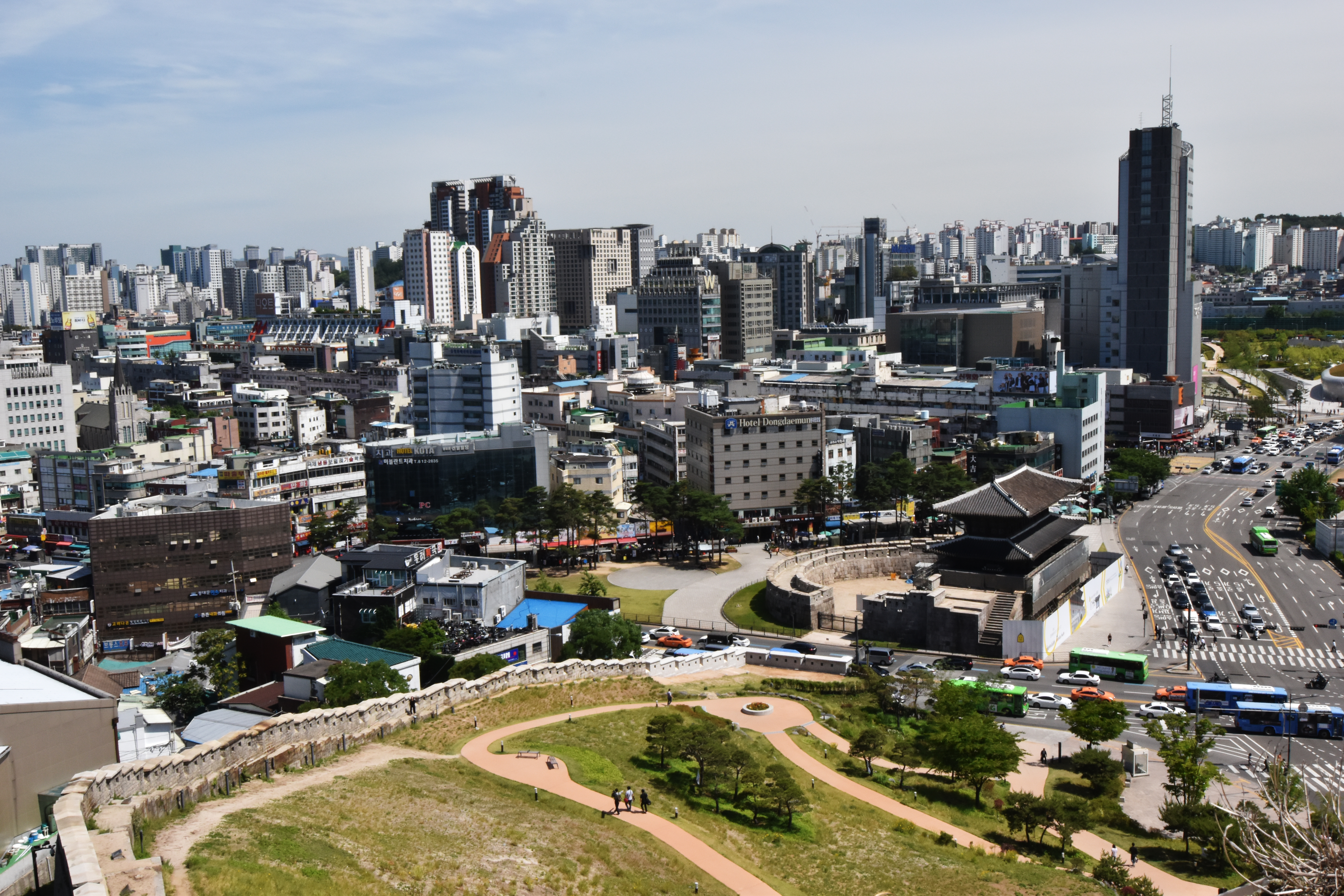
서울 성곽(한양도성의 잔해)

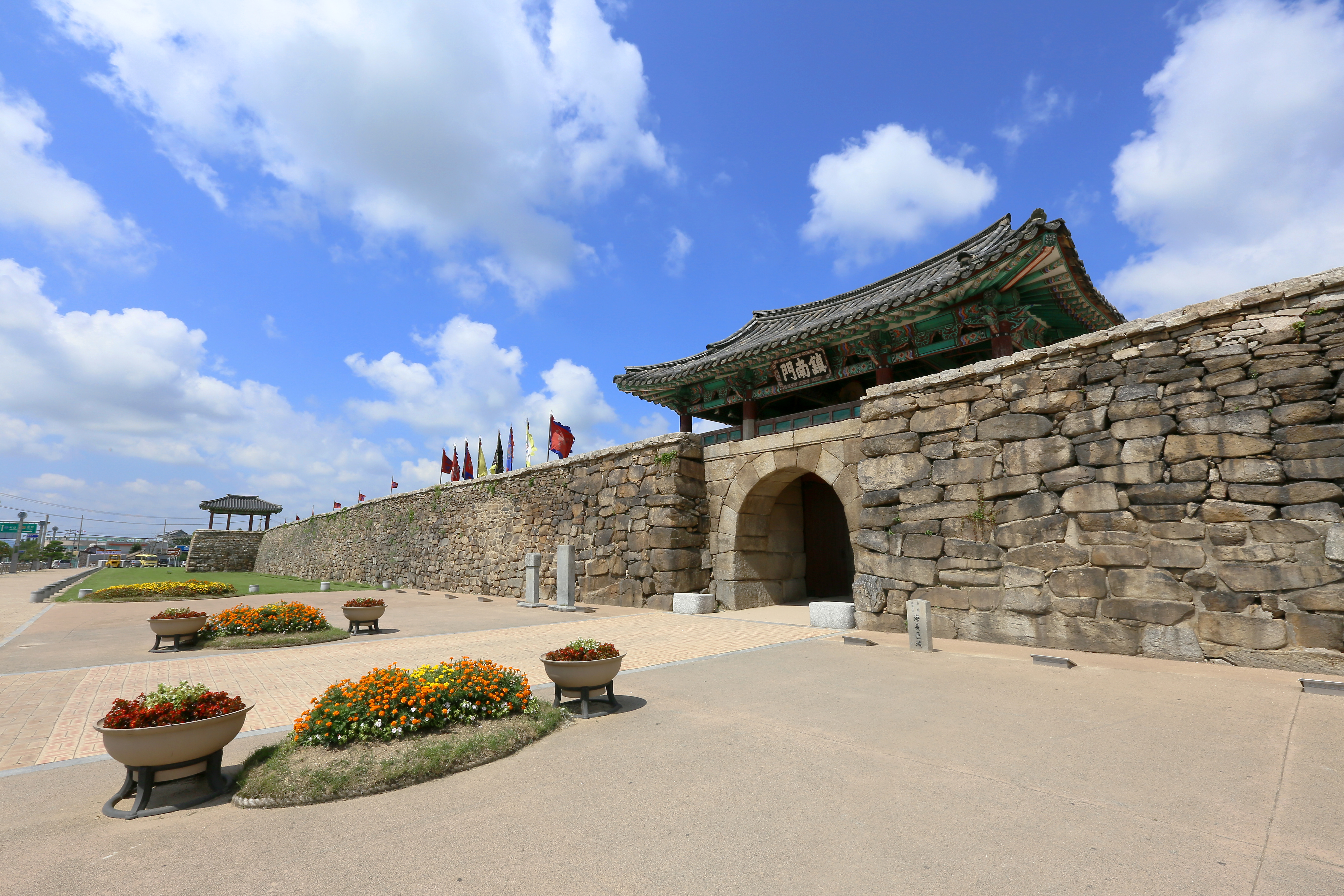
해미읍성.

- 서울특별시: 사적 제10호 한양도성. 성곽 일부와 성문(숭례문, 흥인지문)이 남아 있다.
- 부산광역시:
  - 부산광역시 기념물 제5호 동래읍성.
  - 부산광역시 기념물 제40호 기장읍성.
- 인천광역시: 인천광역시 기념물 제23호 교동읍성.
- 대구광역시: 대구읍성. 현재 남아있지 않음.
- 광주광역시: 광주광역시 문화재자료 제20호 광주읍성. 현재 남아있지 않음.
- 울산광역시: 사적 제153호 언양읍성
- 경기도
  - 안산시: 경기도 기념물 제127호 안산읍성.
  - 수원시: 사적 제3호 화성. 유네스코 세계유산.
  - 화성시: 경기도 기념물 제93호 수원 고읍성
- 경상남도
  - 사천시: 경상남도 기념물 제144호 사천읍성.
  - 창녕군: 경상남도 기념물 제59호 영산읍성. 터만 남아있음.
  - 창원시: 경상남도 기념물 제15호 웅천읍성. 터만 남아있음.
  - 하동군: 사적 제453호 하동읍성.
- 경상북도
  - 경주시: 사적 제96호 경주읍성.
  - 성주군: 성주읍성.
  - 청도군: 경상북도 기념물 제103호 청도읍성.
  - 포항시: 사적 제386호 장기읍성.
- 전라남도
  - 강진군: 전라남도 기념물 제233호 강진읍성.
  - 순천시: 사적 제302호 낙안읍성.
  - 진도군: 전라남도 문화재자료 제143호 진도읍성.
- 전라북도
  - 고창군: 사적 제145호 고창읍성. 사적 제346호 무장읍성.
  - 나주시: 사적 제337호 나주읍성. 터만 남아있다. .
  - 남원시: 사적 제298호 남원읍성.
- 충청남도
  - 보령시: 충청남도 기념물 제10호 남포읍성.
  - 서산시: 사적 제116호 해미읍성.
  - 서천군: 충청남도 문화재자료 제132호 서천읍성. 충청남도 문화재자료 제133호 비인읍성. 충청남도 문화재자료 제134호 한산읍성.
  - 홍성군: 충청남도 기념물 제165호 결성읍성. 사적 제231호 홍주읍성.

 레바논
- 바알베크: 로마 시대의 건축물을 헐어서 만든 아랍 시대 성곽 일부가 아크로폴리스와 구시가지 주변에 남아 있다.
- 바트룬: 페니키아 시대에 해안에 길이 225 미터의 성곽을 쌓았다. 기원전 9세기에 성채도 하나 지었으며, 일부가 현재까지 남아 있다.
- 베이루트: 도시 중심지에서 페니키아 및 로마 시대의 성벽 및 오스만 시기의 성채가 발굴되었다. 파크르알딘 2세가 큰 읍성을 지었다고 하는데 이것은 아직 발견되지 않았다.
- 비블로스: 구시가지가 중세 시절 읍성으로 둘러싸여 있다. 읍성벽 남쪽 가장자리에 성관도 하나 있다.
- 시돈: 성왕 루이 성관을 제외하면 거의 남아있지 않다.

 말레이시아
- 말라카: 코타 아 파모사. 1511년 말라카를 점령한 포르투갈인들이 읍성을 축조했다. 1806년 영국인들이 헐었다.

 베트남
- 꼴로아
- 하노이
- 후에
- 박닌
- 빈

 스리랑카
- 갈: 갈 요새.
- 마타라: 마타라 요새.

 시리아
- 알레포
- 다마스쿠스
- 홈스

 아프가니스탄
- 발흐

 예멘
- 사나
- 시밤

 우즈베키스탄
- 부하라
- 히바
- 사마르칸트

 이라크
- 바빌론
- 바그다드
- 바스라
- 아르빌

 이란
- 밤
- 이스파한
- 시라즈
- 타브리즈
- 야즈드

 이스라엘
- 아크레
- 예루살렘: 예루살렘성
- 자파
- 사페드
- 티베리아스

 인도
- 아그라
- 아흐메다바드
- 암라바티
- 암리차르
- 다티아
- 델리
- 돌라비라
- 하이데라바드
- 자이푸르

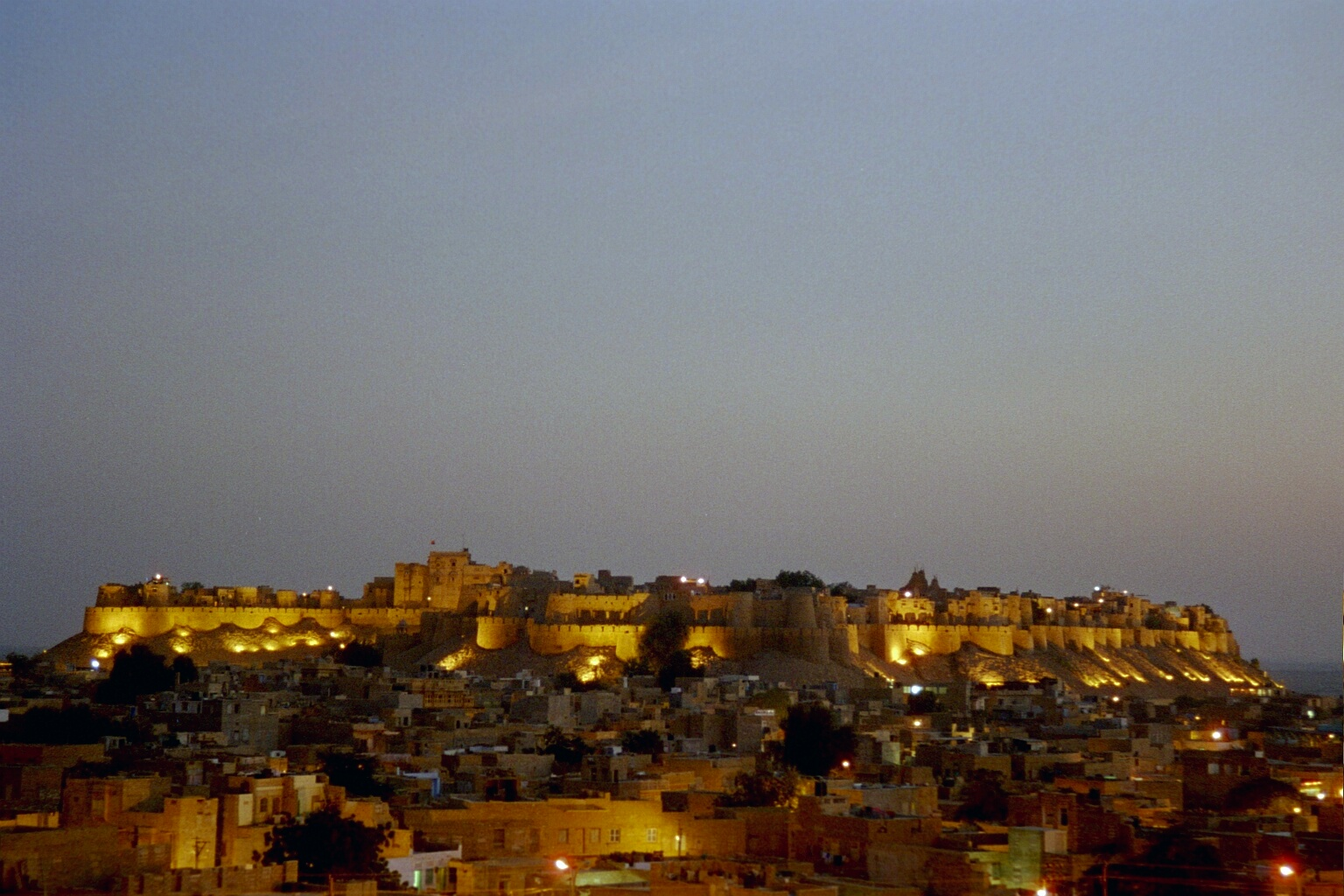
자이살메르성.

- 자이살메르: 자이살메르성. 유네스코 세계유산.
- 조드푸르
- 루크노우
- 뭄바이
- 라이가드
- 우다이푸르
- 와랑갈
- 첸나이
- 모우

 인도네시아
- 욕야카르타: 18세기에 은가욕야카르타 하디닝그라트 왕국의 하멩쿠부와노 1세가 네덜란드로부터 수도를 지키기 위해 축성했다. 현재 읍성의 96% 정도가 보존되어 있다.
- 수라카르타: 1754년 2월 17일 수라카트라 왕국이 수도를 옮기면서 길이 15 킬로미터의 성곽을 쌓았다. 현재 90%가 보존되어 있다.
- 수로소완: 반텐 왕국의 수도였다. 네덜란드 식민지 시기에 파괴되어 10% 정도만 남아 있다.
- 트로울란: 마자파히트 제국의 수도였다. 마자파히트의 전성기였던 13-15세기에 성곽과 운하, 도로를 갖춘 유럽식 읍성을 갖추었다고 하는데, 오늘날에는 남아있지 않다.

 조선민주주의인민공화국
- 평양직할시: 평양성. 성문(보통문)이 남아 있다.
- 평안북도 영변군: 영변읍성.

 중화민국
- 장화 시
- 자이 시
- 펑산 구
- 헝춘 진
- 신주 시
- 마궁 시
- 푸리 진
- 진먼 현
- 타이난시
- 타이베이시
- 쭤잉 구

 중화인민공화국

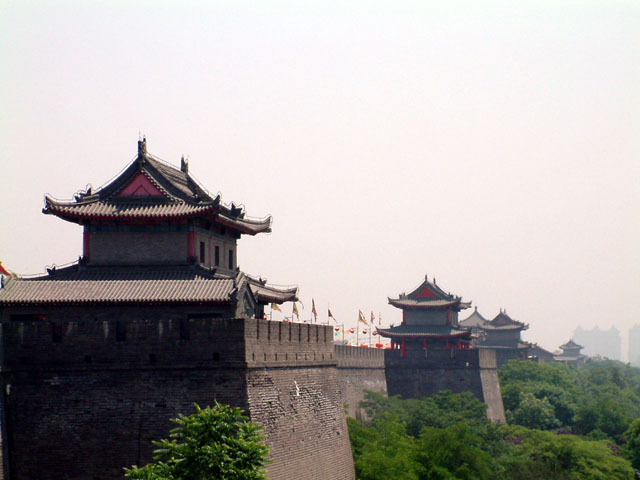
시안성벽의 망루.

- 베이징 시: 베이징성. 1960년대에 도시를 확장하면서 대부분 헐렸다.

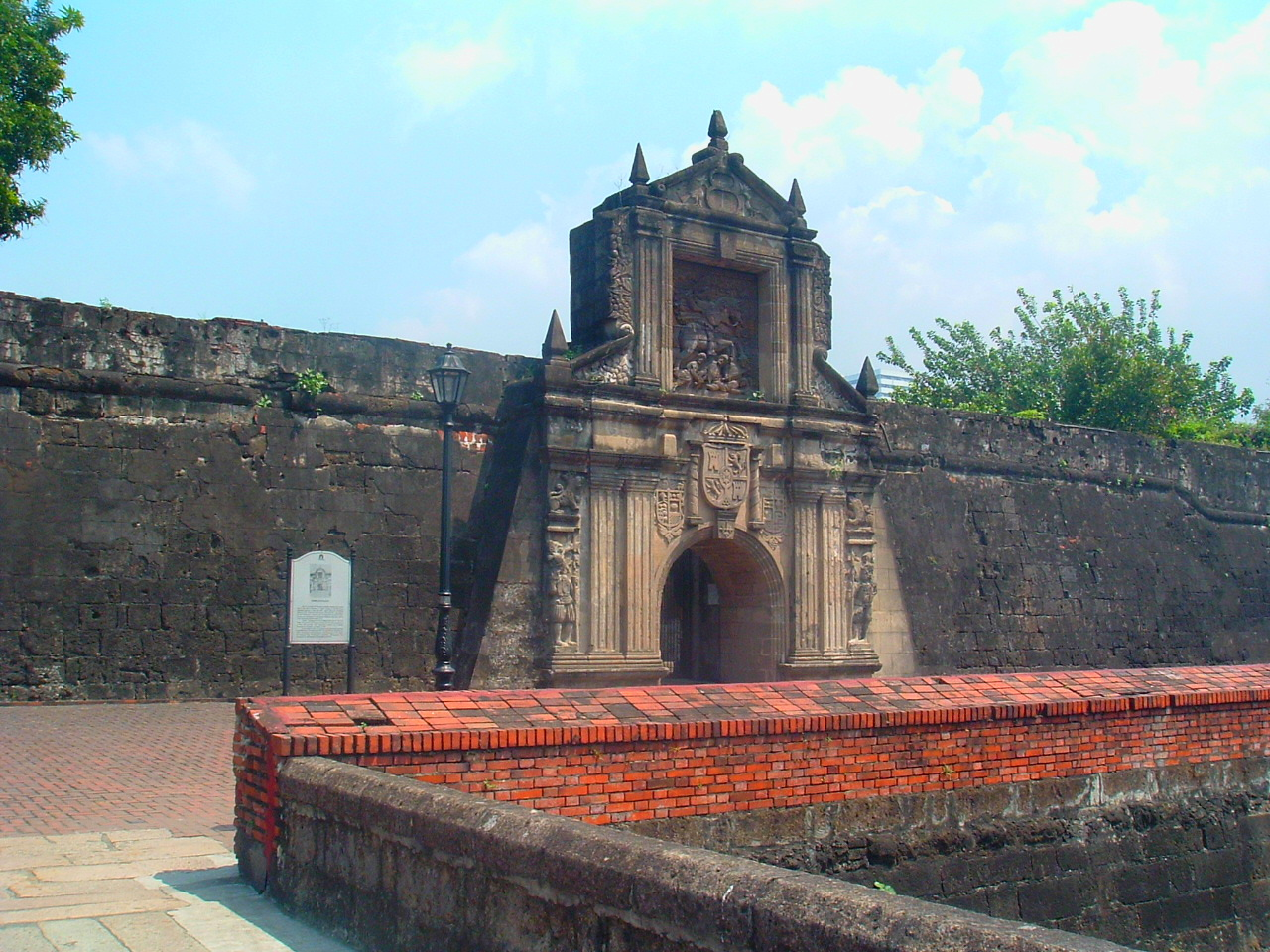
인트라무로스.

- 다리 시
- 젠수이 현
- 장저우 시
- 난징시: 난징성.
- 취푸 시
- 핑야오 현: 핑야오 고성.
- 상하이 시: 일부만 남아 있다.
- 쑹판 현
- 시안시: 시안성벽.
- 정딩 현

 타이
- 아유타야
- 방콕
- 치앙마이
- 치앙라이
- 치앙센
- 캄파엥페트
- 람빵
- 람푼
- 롭부리
- 나콘랏차시마
- 나콘시탐마랏
- 난
- 피찰
- 파야오
- 피마이
- 핏사눌록
- 프래
- 시삿차날라이
- 송클라
- 수코타이
- 수판부리
- 톤부리
- 위앙쿰캄

 파키스탄
- 하이데라바드
- 라호레: 라호레 읍성.
- 물탄
- 페샤와르

 팔레스타인
- 예리코

 필리핀
- 세부: 산페드로 요새.
- 마닐라: 인트라무로스.
- 올롱가포
- 오사미스
- 삼보앙가: 필라르 요새.

### 아프리카
나이지리아
- 베닌
- 카노
- 케피

 니제르
- 진데르

 리비아
- 아폴로니아
- 벵가지
- 키레네
- 데르나
- 게르마
- 가다메스
- 가트
- 자그부브
- 카바우
- 무르주크
- 날루트
- 소크나
- 톨메이타
- 트리폴리
- 와단

 말리
- 드제네
- 가오
- 팀북투

 모로코
- 아가디르
- 아이트벤하두: 유네스코 세계유산.
- 아실라
- 아제무르
- 카사블랑카
- 셰프샤우엔
- 엘자디다
- 에사우이라
- 페스
- 카사르엘케비르
- 카사르엘사기르
- 라라슈
- 마라케시
- 메크네스
- 물라이이드리스
- 우아르자자트
- 우지다
- 라바트
- 사피
- 살레
- 세프루
- 탕헤르

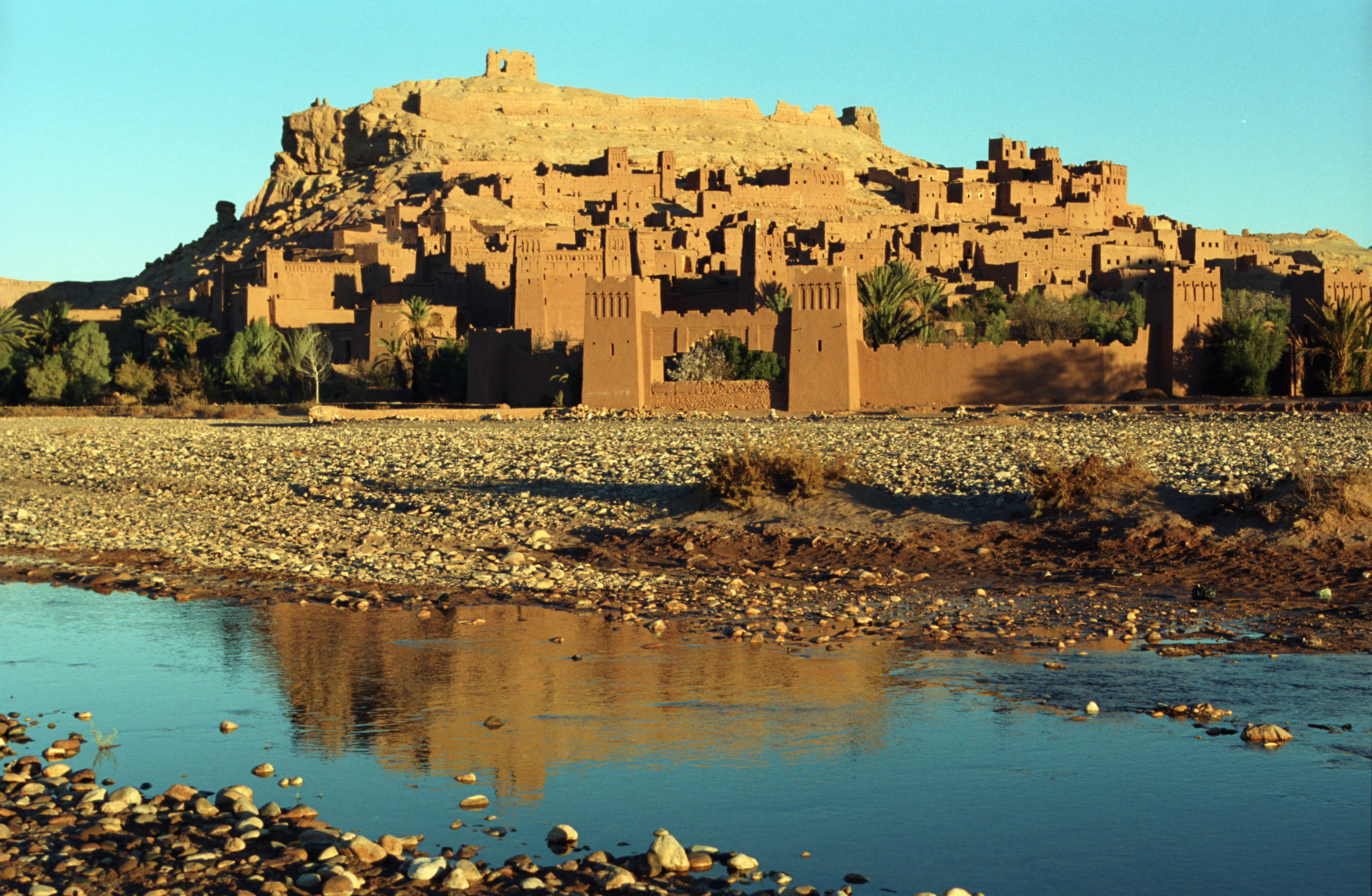
아이트벤하두.

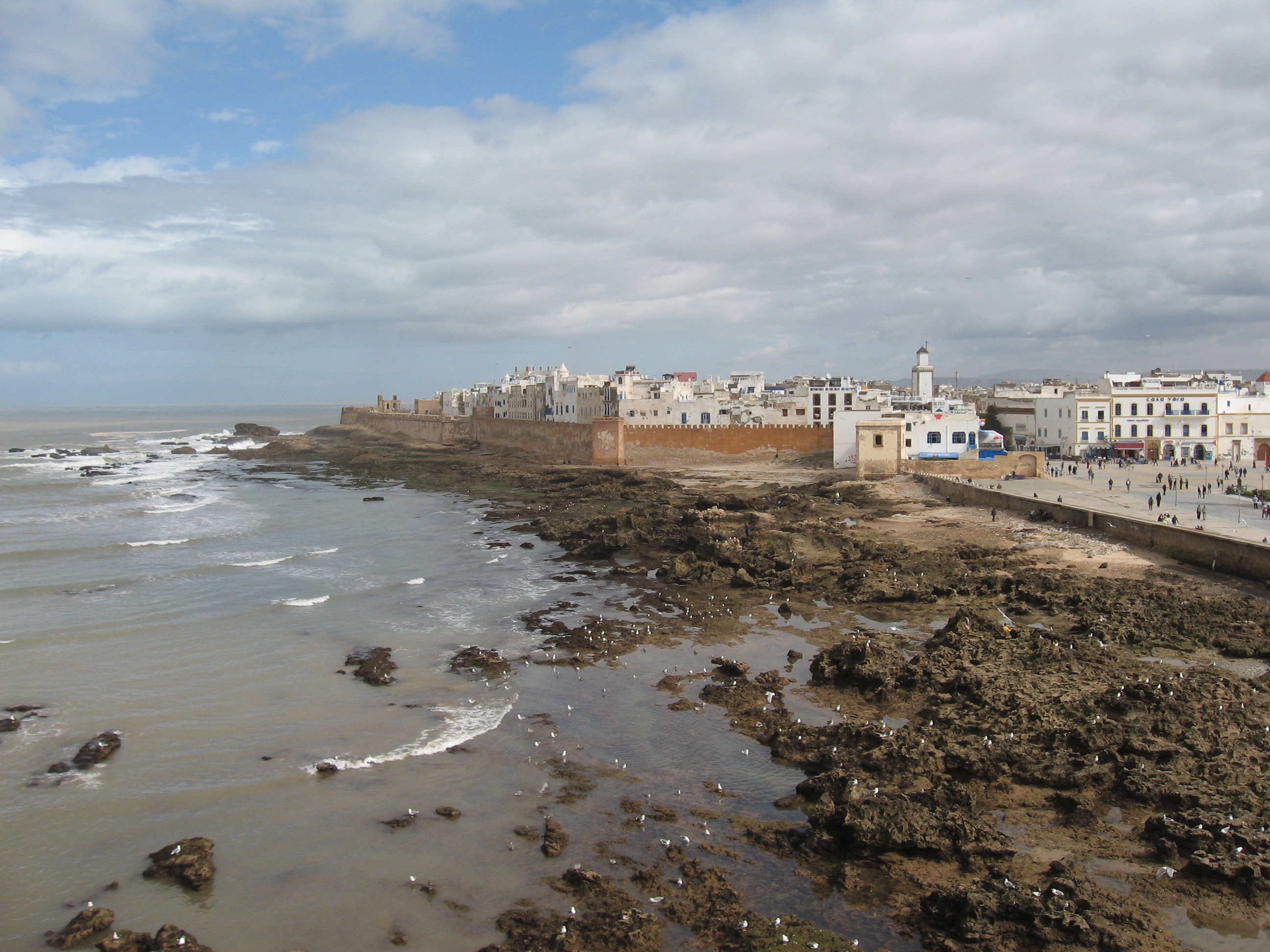
에사우이라.

- 타루단트: 모로코에서 읍성이 가장 잘 보존된 도시.[2]
- 타자
- 테투안
- 티즈니트

 알제리
- 알제
- 가르다이아
- 티미모운

 에티오피아
- 하라르

 이집트
- 카이로
- 알푸스타트
- 다미에타

 짐바브웨
- 그레이트 짐바브웨

 튀니지
- 튀니스
- 수스
- 스팍스
- 카이르완

### 아메리카
도미니카 공화국

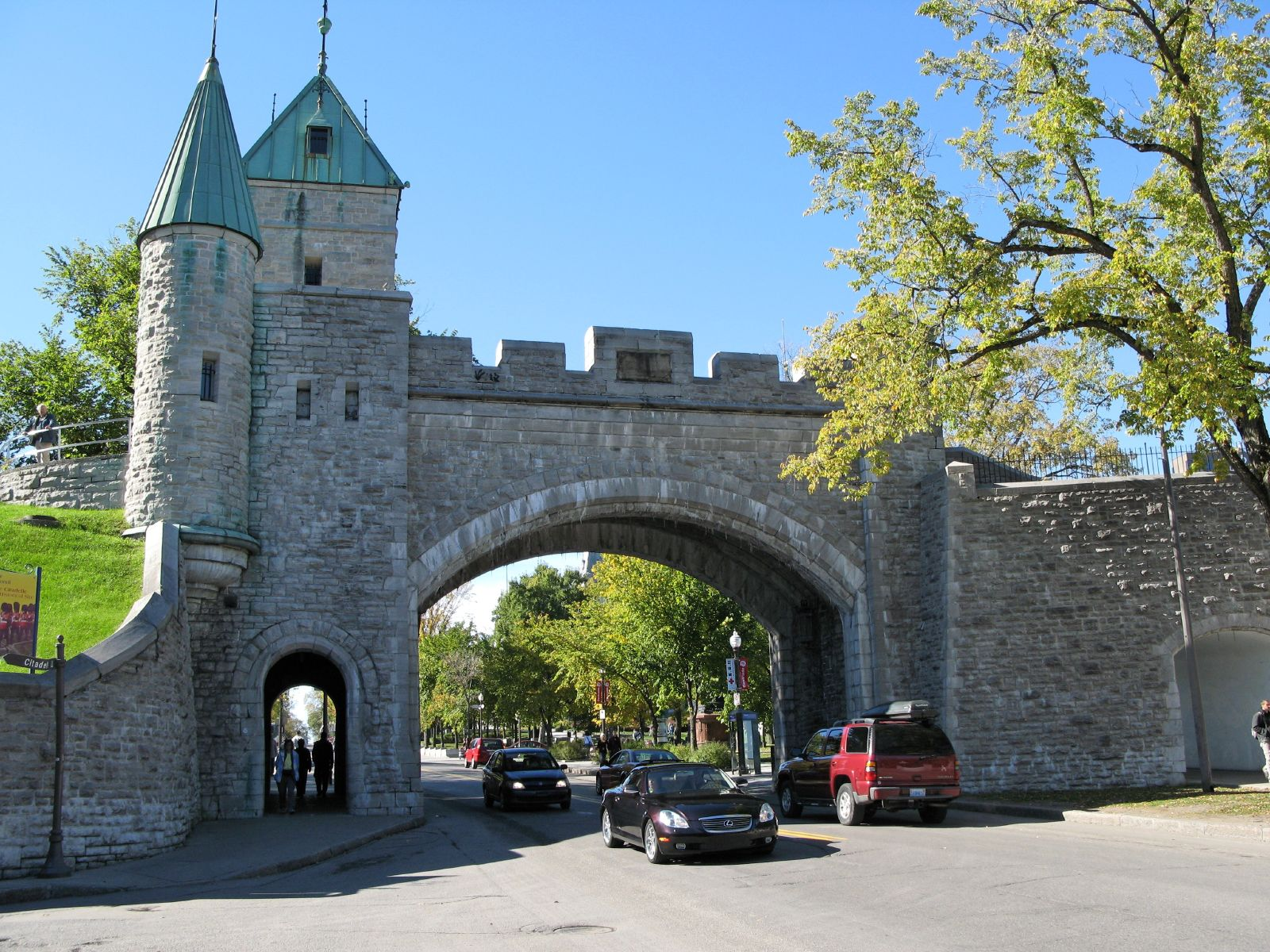
퀘벡 성곽.

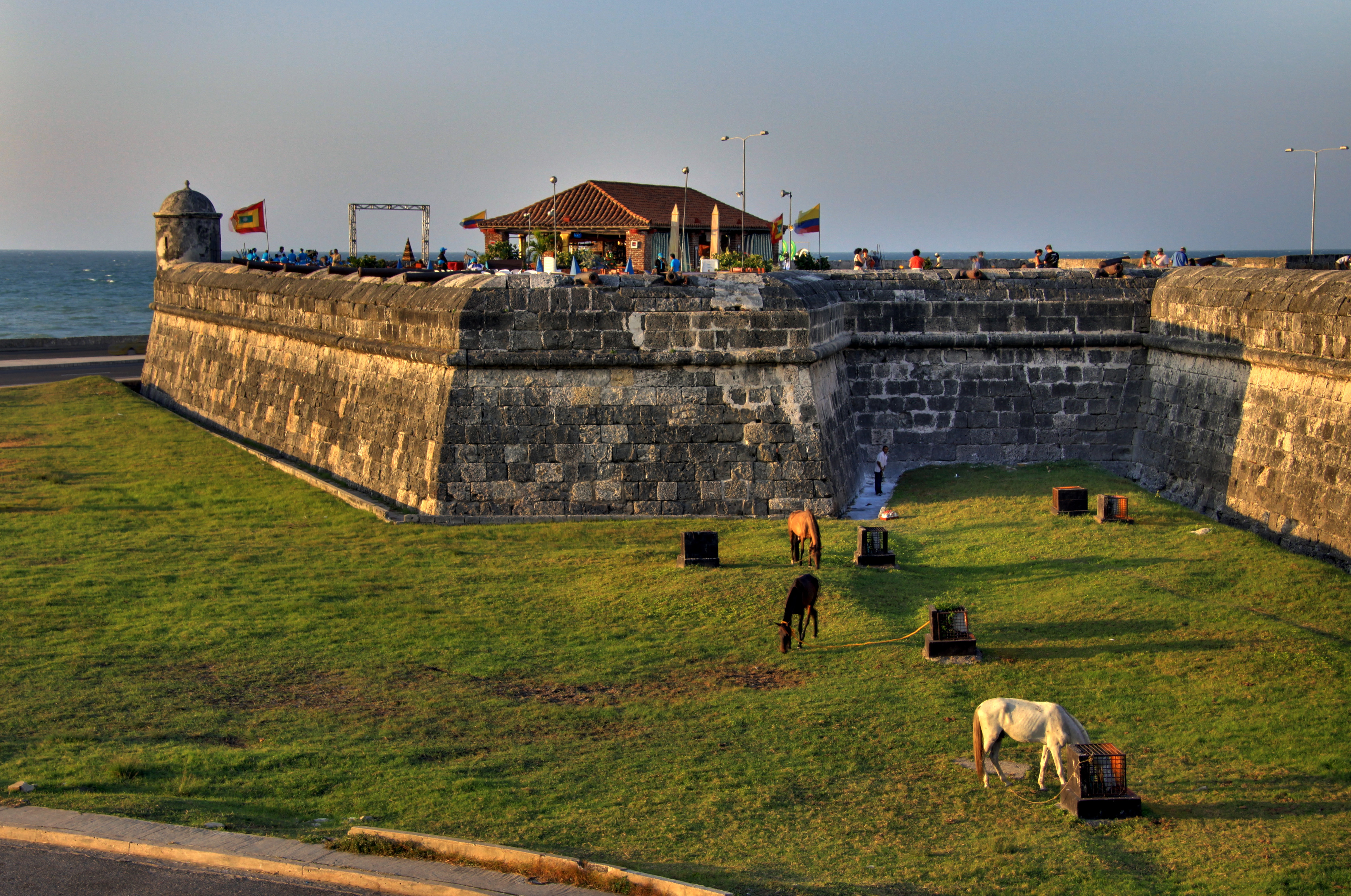
카르타헤나 읍성 성곽.

- 산토도밍고: 16세기에서 20세기까지 읍성이 존재했고, 현재 성곽 일부와 성문이 남아 있다.

 멕시코
- 멕시코시티
- 툴룸
- 캄페체
- 베라크루스: 19세기에 성곽들은 헐리고 보루들만 남아 있다.[3]

 미국
- 매사추세츠주 보스턴: 1631년부터 18세기 말까지 보스턴 지협에 방벽을 쌓고 성문을 달았다.
- 사우스캐롤라이나주 찰스턴: 1690년대부터 1720년대까지 읍성이 있었다. 성곽 일부가 남아 있다.
- 플로리다주 세인트오거스틴: 1704년 에스파냐인들이 도시 전체를 감싸는 성곽을 축조했다.[4]
- 루이지애나주 뉴올리언스: 1718년 읍성이 있는 성곽도시로 설계되었다. 뉴올리언스 전투 때도 읍성이 있었으나 방어시설로서 기능할 수 있을 정도로 보존되지는 않았다.[5][6]

 칠레
- 발디비아

 캐나다
- 퀘벡: 퀘벡 성곽. 멕시코 이북 아메리카에서 유일하게 남아 있는 읍성 성곽이다. 캐나다 국립사적지.
- 몬트리올: 구 항구 주변으로 거의 다 허물어진 잔해 일부만 남아 있다.

 콜롬비아
- 카르타헤나

 쿠바
- 아바나

 파나마
- 파나마: 구시가지에 성곽 일부가 남아 있다.[7]

 페루
- 리마
- 트루히요

 푸에르토리코
- 산후안

## 과거 사용하다 먼저 버려진 곳
중간에 전란이나 여러 다른 이유로 아예 읍치를 옮긴 경우에 해당한다. 이런 경우 고현성이나 고읍성이라고 따로 명칭이 붙기도 한다. 수원고읍성같은 사례가 이 경우

## 같이 보기
- 산성
- 진성
- 왜성